# Den dolda staden
Den dolda staden är den tredje och avslutande delen i David Eddings fantasytrilogi Sagan om Tamuli.
Originaltitel: The Hidden City

Utgivningsår: 1998 (eng: 1994)
Spjuthök är hårt pressad. Den onde guden Cyrgon har låtit kidnappa hans hustru, drottning Ehlana. I utbyte mot sin hustru måste Spjuthök lämna ifrån sig Bhelliom.
Ovanpå allt detta har Cyrgon dessutom frammanat Klæl, Bhellioms onda motsats. Genom detta handlande har guden dömt hela världen.
Spjuthök måste hitta Cyrgons tillhåll, Den dolda staden, och där utkämpa den avgörande striden. Ärkeskurken Martel är dock tillbaka som ledare  och sätter käppar i hjulet på deras planer.
| Föregående bok: De skinande | Sagan om Tamuli | Nästa bok: --- |